# Fierrabras
Fierrabras é uma ópera em três atos escrita pelo compositor Franz Schubert em 1823, com libretto de Josef Kupelwieser, o gerente geral do Theater am Kärntnertor de Viena. Junto com o anterior Alfonso und Estrella, composto em 1822, marca a tentativa de Schubert de compor grandes óperas românticas em alemão, partindo da tradição de Singspiel.
A ópera foi estreada apenas em 1835, sete anos após a morte do compositor, no Theater in der Josefstadt de Viena.